# Theuerdank

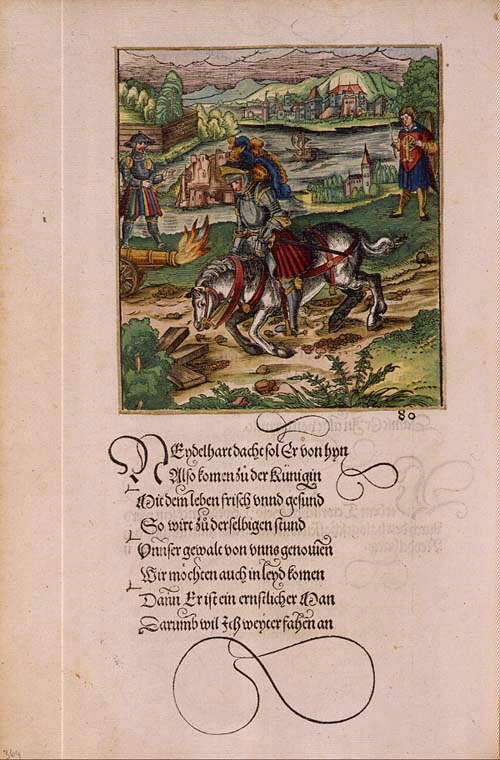
Seite aus dem Theuerdank, 2. Auflage. 1519: Kolorierter Holzschnitt nach Leonard Beck. Kapitel 80: Maximilians Pferd wird von einer Kanonenkugel getroffen und stürzt.

Theuerdank ist der Titel eines aufwendig gestalteten Versromans aus der frühen Zeit des Buchdrucks, der von Kaiser Maximilian I. in Auftrag gegeben und 1517 fertiggestellt wurde. Der Theuerdank hat eine möglicherweise von Maximilian selbst verfasste Geschichte aus seinem Leben zum Inhalt: die Reise zu seiner Braut Maria von Burgund im Jahre 1477, die als fiktive Brautfahrt des Ritters Thewrdanck zu Fräulein Ernreich in Reimpaaren erzählt wird. Im Mittelpunkt der allegorischen Erzählung in der Art des mittelalterlichen Epos steht der Kaiser selbst als ritterlicher Held. Er ist auf seiner Brautfahrt von böswilligen Gesellen umgeben und besteht alle Gefahren.
Der Theuerdank gehörte zu einer Reihe von künstlerisch ambitionierten Unternehmungen Maximilians, wie den Druckwerken des Gebetbuchs, des Weißkunig und der Ehrenpforte, in denen er sich als Herrscher etablieren und verewigen wollte. Der erstmals 1517 in Nürnberg gedruckte und reich illustrierte Theuerdank wurde in einer eigens dafür entworfenen Drucktype hergestellt, die als Schrift die Theuerdank genannt wird und die als Beginn der Frakturschrift bedeutend wurde. Das Werk erfuhr einige Nachdrucke, von denen die Neuausgabe von 1679, erschienen in Augsburg und Ulm, die bedeutendste ist.

## Das Werk

### Inhalt

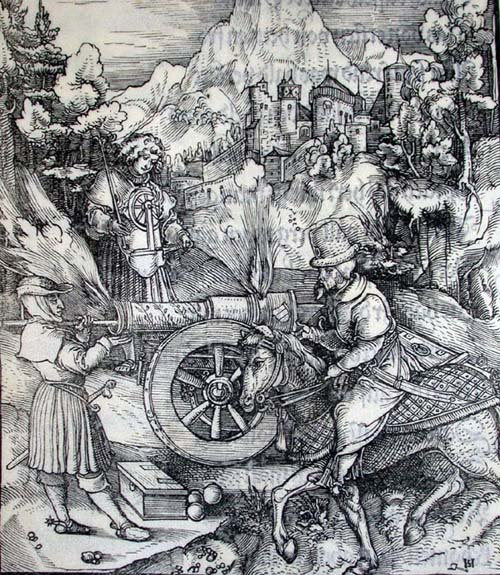
Holzschnitt nach Hans Schäufelin. Kapitel 39: Unfall bringt Ritter Theuerdank in Gefahr durch eine Kanone.

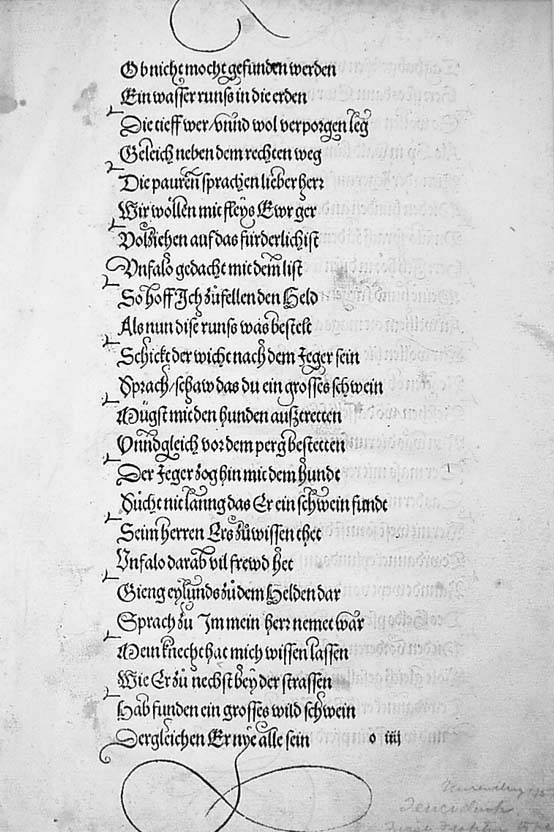
Seite aus dem Theuerdank, 1517: Die Drucktype, die sog. Theuerdank, ist der kaiserlichen Kanzleischrift nachempfunden, die Schnörkel sind nachträglich mit der Hand hinzugefügt.

Ritter Thewrdanck, der Name verweist auf edle Gedanken und Entschlossenheit, macht sich auf zu seiner Braut, dem Fräulein Ernreich (d. i. ehrenreich), der Tochter König Romreichs (d. i. ruhmreich). Der Ritter, 18 Jahre alt, wird auf seiner Brautfahrt gemeinsam mit seinem Begleiter Ernhold (in späteren Fassungen auch: Ehrenhold, d. i. Ruf, Fama) in allerlei Fährnisse verwickelt, die er siegreich zu bewältigen weiß. Ausgelöst werden die Unbilden, bei denen es sich zum Beispiel um Auseinandersetzungen mit Wildschweinen, Steinschlägen oder in Brand geratenen Küchen handelt, durch drei ihm nacheinander unterwegs begegnende und ihn jeweils im Folgenden begleitende Figuren, die sich mit sprechenden Namen Fürwittig (in späteren Fassungen auch Fürwitz, d. i. Übermut), Unfalo (später auch Unfall) und Neidelhart (später auch Neidhard, d. i. missgünstig) nennen. Die drei sind Hauptleute, die die Auflösung ihres Heeres infolge der Heirat befürchten und deshalb die Brautfahrt des Ritters zu verhindern trachten. Fürwitz bringt den Helden durch dumme Einfälle in die Bredouille; Unfall geht absichtsvoll vor, weil er die Ehre des Tapferen für sich haben will, und Neidhart bringt den Ritter aus Missgunst in allerlei Gefahr. Alle drei landen am Ende beim Henker: Fürwitz verliert den Kopf, Unfall wird am Galgen aufgehängt und Neidhard vom Balkon in den Tod gestürzt. Ritter Theuerdank wird zwar am Schluss verlobt, muss aber, bevor Fräulein Ehrenreich ihm gehört, erst noch ins Heilige Land zu neuen Abenteuern; mit diesem Entschluss endet die Geschichte. Deshalb blieb in der Ausgabe von 1517 das Kapitel 117 leer; vor dem Schlusskapitel befinden sich drei leere Seiten. Sie wurden in späteren Adaptionen mit dem von Maximilian nie vollzogenen Kreuzzug ins Heilige Land ergänzt.

### Aufbau
Die Erlebnisse des Ritters werden in 118 Kapiteln erzählt, denen jeweils ein Holzschnitt vorangestellt ist. Die insgesamt 80 Gefährlichkeiten des Ritters werden eingeleitet durch den Hintergrund und den Anlass für die Brautwerbung und abgeschlossen durch deren glücklichen Ausgang und den unausgeführten Plan eines Kreuzzugs. Der äußere Aufbau folgt dem des höfischen Epos; die Aventüren des Ritters indes haben, anders als im Epos des Hochmittelalters, keinen inneren Antrieb, wie zum Beispiel den einer Bewährung oder einer Schuld, sondern folgen einer Mechanik der Verhinderung: Die Fährnisse sind musterhaft angelegt in Episoden, sie werden gleichsam künstlich durch Fürwitz, Unfall und Neidhard herbeigeführt. Die Gefahren sind durchschaubar und haben ihre Kohärenz in den Gestalten ihrer Verursacher.
Dem Werk ist der Dank an Maximilian, von gotsgenaden Erwoelter Roemischer Kayser zu allen Zeitten merer des reichs, vorangestellt für die Genehmigung der Veröffentlichung; anschließend wird es vom Herausgeber Melchior Pfintzing dem durchleüchtigsten Fürsten und herren herrn Carlen Künigen zu Hispanien & Ertzhertzogen zu Osterreych hertzogen zu Burgunde gewidmet – dem Enkel des Kaisers und nach dessen Tod 1519 als Karl V. sein Nachfolger – & meinem allergnedigsten herrn, das war Maximilian. Im Anhang richtete Pfinzing wiederum König Karl eine anzaigung ein, damit dieser die rehte warhait des Werkes erkennen möge: ein ausführliches Inhaltsverzeichnis nebst einer Erläuterung der sprechenden Namen und einen Clavis, den Schlüssel für die Identitäten der Hauptpersonen, die allerdings lediglich mit ihren Abkürzungen umschrieben sind. Theuerdank ist K.M.E.Z.O.V.B. (Kaiser Maximilian Erzherzog zu Österreich und Burgund), Romreich H.C.V.B. (Herzog Carl von Burgund) und seine Tochter, das Fräulein Ehrenreich, ist H. M. V. B., Maria von Burgund.

### Entstehung
Die verschiedenen handschriftlichen Fassungen des Theuerdank und deren Bearbeitungen sind erhalten; sie gehören zum Bestand der Österreichischen Nationalbibliothek in Wien und werden dort als Codizes Vindobonensis geführt. Sie weisen die enge Mitarbeit Maximilians selbst sowie mehrerer Redakteure nach. Maximilian gab das Konzept, die Inhalte der Kapitel und auch die Bilder des Theuerdank vor. Er diktierte Entwürfe und machte Vorzeichnungen. Marx Treitzsaurwein, persönlicher Sekretär Maximilians, bearbeitete die Texte, Melchior Pfintzing setzte die Verse. Pfintzing, unter Maximilian ein vielseitiger kirchlicher Würdenträger und in hohem Rang am kaiserlichen Hof, übernahm zudem die Schlussredaktion. Treitzsaurwein hatte für seine redaktionellen Arbeiten am 11. Juni 1514 ein Gnadengeschenk erhalten. Inwieweit die jeweiligen redaktionellen Arbeiten von Treitzsaurwein und Pfintzing auch als Verfasserschaften gewertet werden können, bleibt ungeklärt. Desgleichen sind die Probedrucke von 101 Holzschnitten erhalten sowie die Federzeichnungen von fünf weiteren Illustrationen ohne Andruck. Handschriftliche Nummerierungen und Notizen, die sich auf die Reihenfolge der Bilder beziehen, sollen von Maximilian selbst stammen.
Im Jahre 1517 erschienen etwa 40 Exemplare des Theuerdank im Folioformat auf wertvollem Pergament sowie 300 auf Papier. Die Pergamentexemplare waren als Geschenke für hochgestellte Persönlichkeiten im Umfeld Maximilians gedacht. Ausgeliefert wurde indes erst die zweite Auflage nach Maximilians Tod 1519 durch seinen Enkel, Erzherzog Ferdinand. Diese Editionsgeschichte bildete Legenden; so berichtete man, Maximilian habe seine ersten Thewerdanncks in einem Sarg aufbewahrt und als Memento mori stets auf seinen Reisen mitgeführt: Er selbst, so die Legende, sollte bei seinem Tod in den Sarg gelegt und das Versepos in Erinnerung seiner Taten herausgenommen und für die Nachwelt verbreitet werden.

### Intention
Maximilian hatte die propagandistischen Möglichkeiten des mit neuen Gestaltungsformen expandierenden Buchdrucks erkannt; er förderte den Holzschnitt und die Typografie. Die alte Form des hochmittelalterlichen Epos, das durch den Buchdruck der nunmehr beginnenden neuen Zeit erstmals auch größere Leserkreise fand, wurde im Theuerdank gefüllt mit einer Legendenbildung der eigenen Person, die alle Gefährdungen besonnen, weise und tapfer meistert. Fürwitz, Unfall und Neidhard sind dabei ein Kunstgriff, sie repräsentieren drei Laster: den Übermut, die Vermessenheit und den Neid. Mit ihnen als Widersachern gelang Maximilian die Etablierung eines Mythos, einer Melange aus Fiktion und Wirklichkeit, die seine Position als Sieger veranschaulichte.
Maximilian I. sah sich nach seiner Wahl zum römisch-deutschen König im Jahre 1486 einem Reich voller Spannungen gegenüber. Die 1495 auf dem Reichstag zu Worms von ihm auf den Weg gebrachte Reichsreform hatte durch den Widerstand der Reichsstände für Maximilian nach der Erlangung der Kaiserwürde im Jahre 1508 den Druck erhöht, seine Macht und seine Rolle zu verdeutlichen. Theuerdanks zunächst recht alltäglich erscheinende Fährnisse erweisen sich so bei näherem Hinsehen als Programm. Seine Gefährdungen, z. B. in einem städtischen Haushalt oder auf der Jagd, verweisen auf die Alltäglichkeiten der verschiedenen Stände; Geschichten mit Lawinen oder auf einem beinahe kenternden Schiff umreißen auch die regionale Ausdehnung des deutschsprachigen Raums in Maximilians Reich. Die allegorische Figur des Ritters Theuerdank ließ sich als „vorbildlicher Bezwinger“ der „allgemeinen Gefährdungen eines jeden Menschen“ verstehen.
Maximilian widmete sich als kunstsinniger Herrscher verschiedenen bibliophilen Unternehmungen, die ihn verewigen sollten, aber zumeist Fragment blieben. Neben dem Theuerdank gehörten ein Gebetbuch (1514/1515) und der Weißkunig (um 1513), die nicht beendete Geschichte seiner Eltern und seiner Jugend, zu einem Programm von Veröffentlichungen, mit dem der Kaiser sich als Herrscher manifestieren und eine Vorstellung seiner Person in seinem Reich verbreiten und erhalten wollte. Mit einer Ehrenpforte, einem aus Holzschnitten gestalteten riesigen Wandbild, plante er einen gedruckten Triumphbogen zu seinem Gedächtnis, der durch seinen Tod im Jahre 1519 aber unvollendet blieb.

## Gestaltung

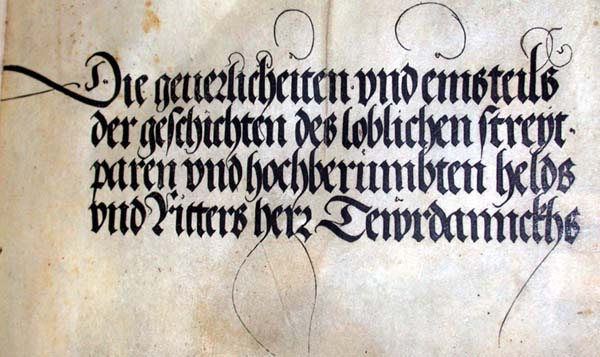
Titel des Theuerdank, 1517; das große „R“ des „Ritters“ in der letzten Zeile zeigt den sog. Elefantenrüssel.

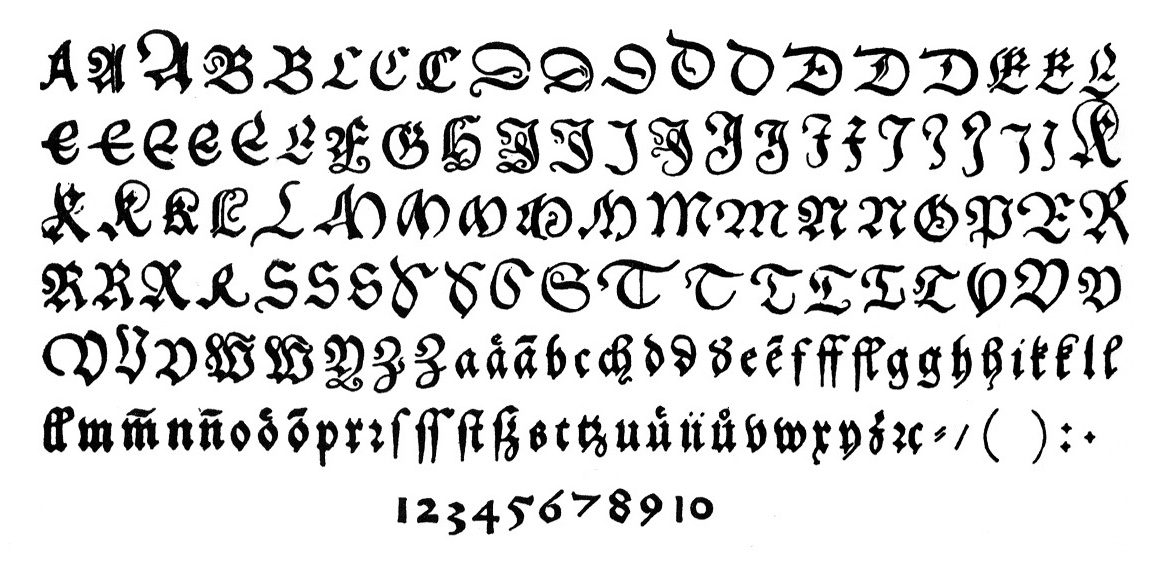
Typensatz des Theuerdank

### Der Druck
Der Theuerdank gilt als ein bedeutendes Werk der Buchdruckerkunst. Die Typografie entwarf Vinzenz Rockner, der bereits die Schrift für Maximilians Gebetbuch gestaltet hatte. Ihre Form wurde auf Wunsch des Kaisers der in seiner Kanzlei gebräuchlichen Handschrift nachempfunden, einer Textura, von deren Nachahmung sich die Drucker zu Beginn des 16. Jahrhunderts längst abgewandt hatten. Kennzeichnend für das Satzbild des Theuerdank-Drucks sind die nachträglich (vermutlich von Rockner selbst) mit der Feder angehängten Schreibschnörkel. Die Schrift des Werkes setzte sich unter dem Namen Theuerdank im 16. Jahrhundert für längere Zeit durch und wird heute als Vorstufe der Fraktur angesehen.
Der Druck und die Herausgabe der Erstauflage im Jahre 1517 wurde von Johann Schönsperger d. Ä. (um 1455–1521), seit 1508 kaiserlicher Hofbuchdrucker, in Nürnberg besorgt; er war auf Wunsch des Hofes für diesen Auftrag von Augsburg, wo er seine Offizin betrieb, nach Nürnberg umgezogen. Die zweite Auflage 1519 druckte Schönsperger dann in Augsburg. Er übernahm auch die Gestaltung der Seiten.

### Die Theuerdank-Fraktur
Die von Schönsperger nach Rockners Entwurf geschnittene Frakturschrift ist gekennzeichnet durch die kursive Gestaltung der Kleinbuchstaben mit scharfen Brechungen und Quadrangel. Die zuweilen auch als Fraktur mit dem Zusatz 1512 geführte Theuerdank-Schrifttype zeichnete sich überdies aus durch die S-förmigen, rüsselartigen Schnörkel der breit gelagerten Versalien, in der Druckersprache auch Elefantenrüssel genannt, die dem Schriftbild den Ausdruck einer Zierschrift verliehen, der im Theuerdank-Druck von Hand noch verstärkt wurde.
Nach dem Vorbild der Theuerdank entwickelte der Nürnberger Formschneider Hieronymus Andrae zwischen 1522 und 1527 eine als vorbildlich geltende Frakturtype, in der u. a. Schriften Albrecht Dürers gedruckt wurden; für die Bildbeschriftungen von Maximilians Ehrenpforte schnitt Andrae die Type in Holz. Diese Fraktur setzte sich zu Beginn des 16. Jahrhunderts gegen die Schwabacher Type durch. Während in Frankreich, Italien, Spanien und England zunehmend die nationalen Bastarda-Schriften durch die Antiqua ersetzt wurden, begründete sie einen deutschen Sonderweg, die sogenannte Schriftspaltung: Bis ins 19. Jahrhundert wurden lateinische Texte oder Textpassagen in der Antiqua gesetzt, deutsche in der Fraktur.

### Die Illustrationen

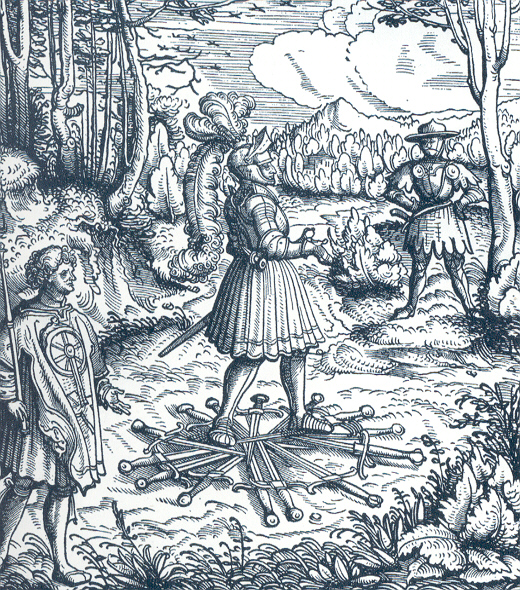
Holzschnitt zu Kapitel 118 des Theuerdank nach Hans Burgkmair

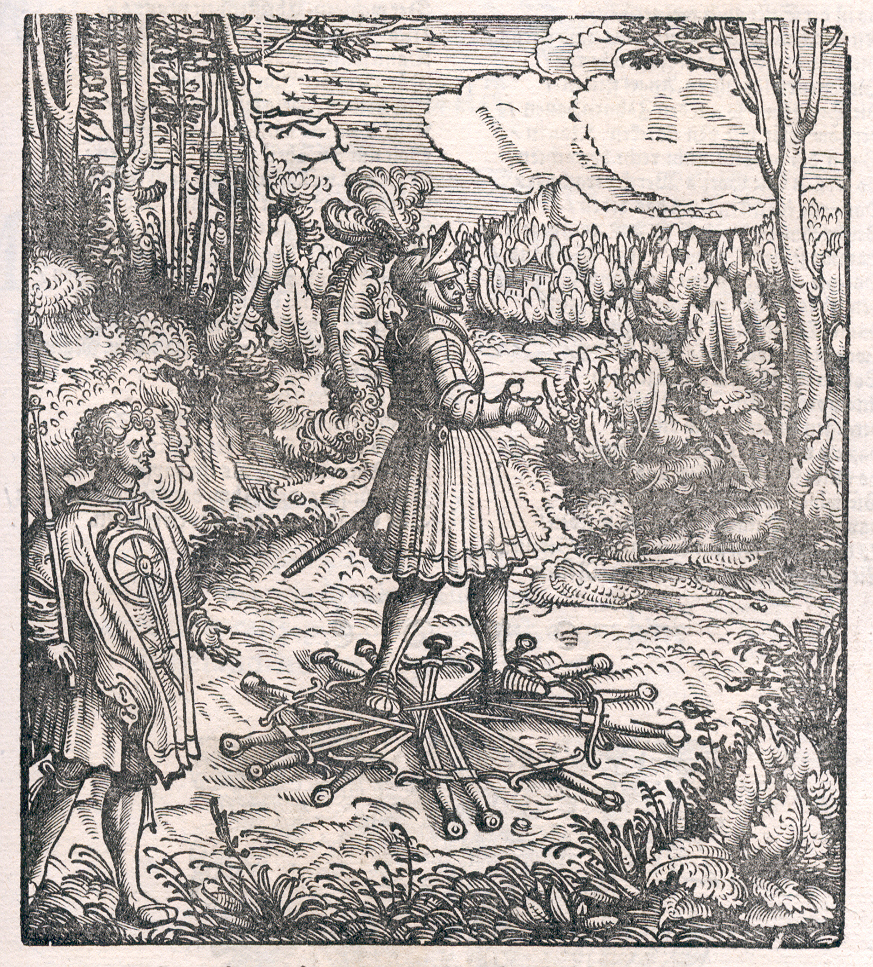
Holzschnitt zu Kapitel 118 des Theuerdank nach Hans Burgkmair, geändert von Leonard Beck

Der Druck von 1517 enthielt 118 kolorierte Holzschnitte, für die führende Künstler, Hans Schäufelin, Hans Burgkmair und Leonhard Beck, die Zeichnungen lieferten, die von Jost de Negker in Holz geschnitten wurden. Die Holzschnitte zeigen zeichnerisch und schnitttechnisch außerordentliches Raffinement. Die Variabilität, vermittels der Linien Plastizität und Räumlichkeit darzustellen, galt als neuartig und unterstrich Maximilians Bestreben, die Entwicklung und Vervollkommnung der Buch- und Illustrationskunst voranzutreiben.
Die Illustrationen zeichnen sich neben der lebendigen Darstellung der Figuren durch die besondere Gestaltung des jeweiligen Hintergrunds aus. Er ist detailliert ausgearbeitet und in geschicktem Helldunkel komponiert, so dass sich der Raum, in dem sich die Akteure bewegen, in die Tiefe erstreckt. Anschnitte animieren den Betrachter zu einer Fortsetzung der Bilder über deren Begrenzung hinaus und entfalten dadurch eine narrative Wirkung. Matthäus Schultes, ein Betrachter des 17. Jahrhunderts, empfand die solchermaßen bebilderten Geschichten als „ein Schau- und Freuden Spihl“.
Die Holzschnitte wurden zum Teil von den beteiligten Künstlern untereinander geändert. So unterlief Hans Burgkmair bei seiner Illustration zum Kapitel 118 ein Fehler: Er bildete im Hintergrund den Hauptmann Neidelhart ab, der zu diesem Zeitpunkt der Erzählung allerdings längst hingerichtet worden war. Leonhard Beck, der mehrere Holzschnitte veränderte, entfernte Neidelhart und ersetzte ihn durch ein Gebüsch. Beck erlaubte sich auch Eingriffe in die Dramaturgie von Burgkmairs Illustrationen. So korrigierte er dessen Holzschnitt zu Kapitel 49, der Theuerdank durch einen Steinschlag gefährdet darstellte; während Burgkmairs Fassung nur die soeben herabfallenden Steine zeigt, rollt dem Ritter in Becks Änderung ein großer Stein bereits zwischen die Füße. Die Ausgabe von 1517 und alle späteren gingen mit den geänderten Illustrationen in Druck; die ursprüngliche Fassung blieb erhalten in einem Exemplar mit Andrucken.
Die Künstler signierten ihre Entwürfe nicht durchgehend. Die erste Zuschreibung der 118 Holzschnitte zu den drei Hauptmeistern erfolgte in den 1880er Jahren durch Simon Laschitzer. Anhand der durch Signaturen eindeutig zuzuordnenden Darstellungen ermittelte Laschitzer die jeweiligen Urheber anhand vergleichender Stiluntersuchungen einzelner Bildelemente, so z. B. der Darstellung der Pferde oder der Gesichter, und der Sonderheiten der gestalterischen Mittel, wie z. B. den Formen der Schraffur oder der grafischen Umsetzung von Landschaft oder Laub; seine Zuschreibungen blieben bis heute unwidersprochen.

## Ausgaben bis 1693

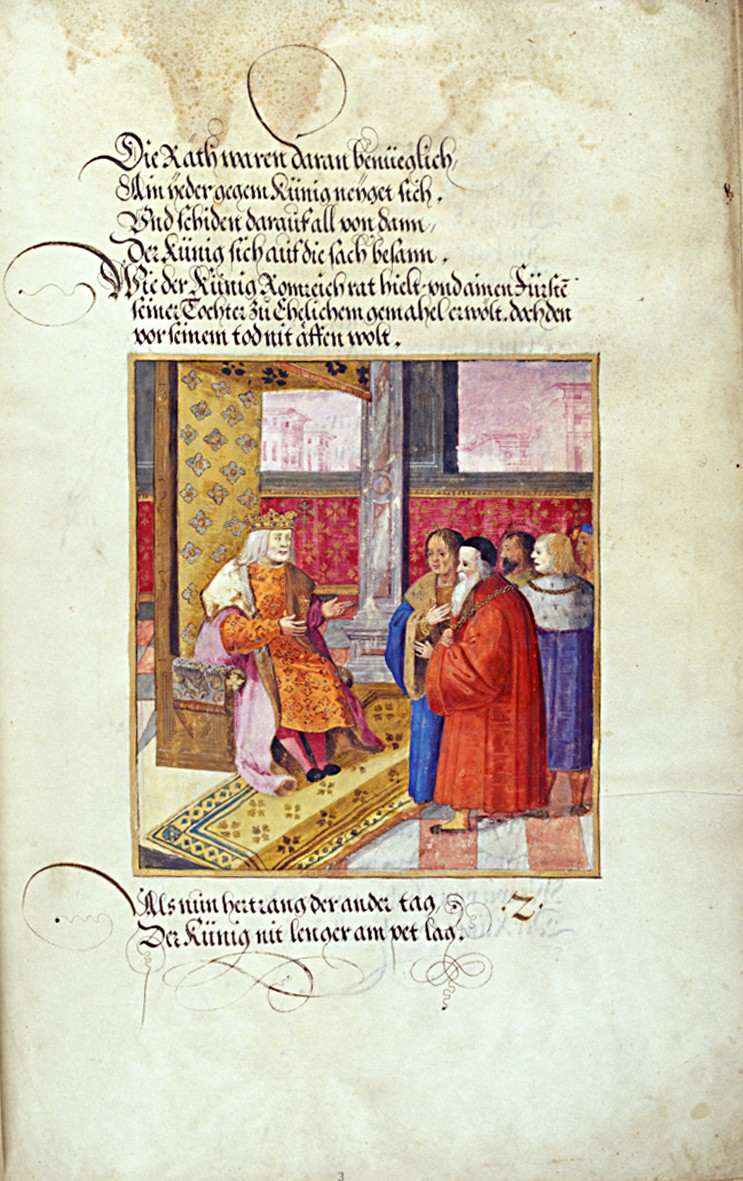
Seite aus der Abschrift des Theuerdank aus dem 16. Jahrhundert, Bibliothek der Universität Rostock: König Romreich, das ist Karl von Burgund, teilt seinem Rat die Wahl seines Schwiegersohns mit und stirbt anschließend.

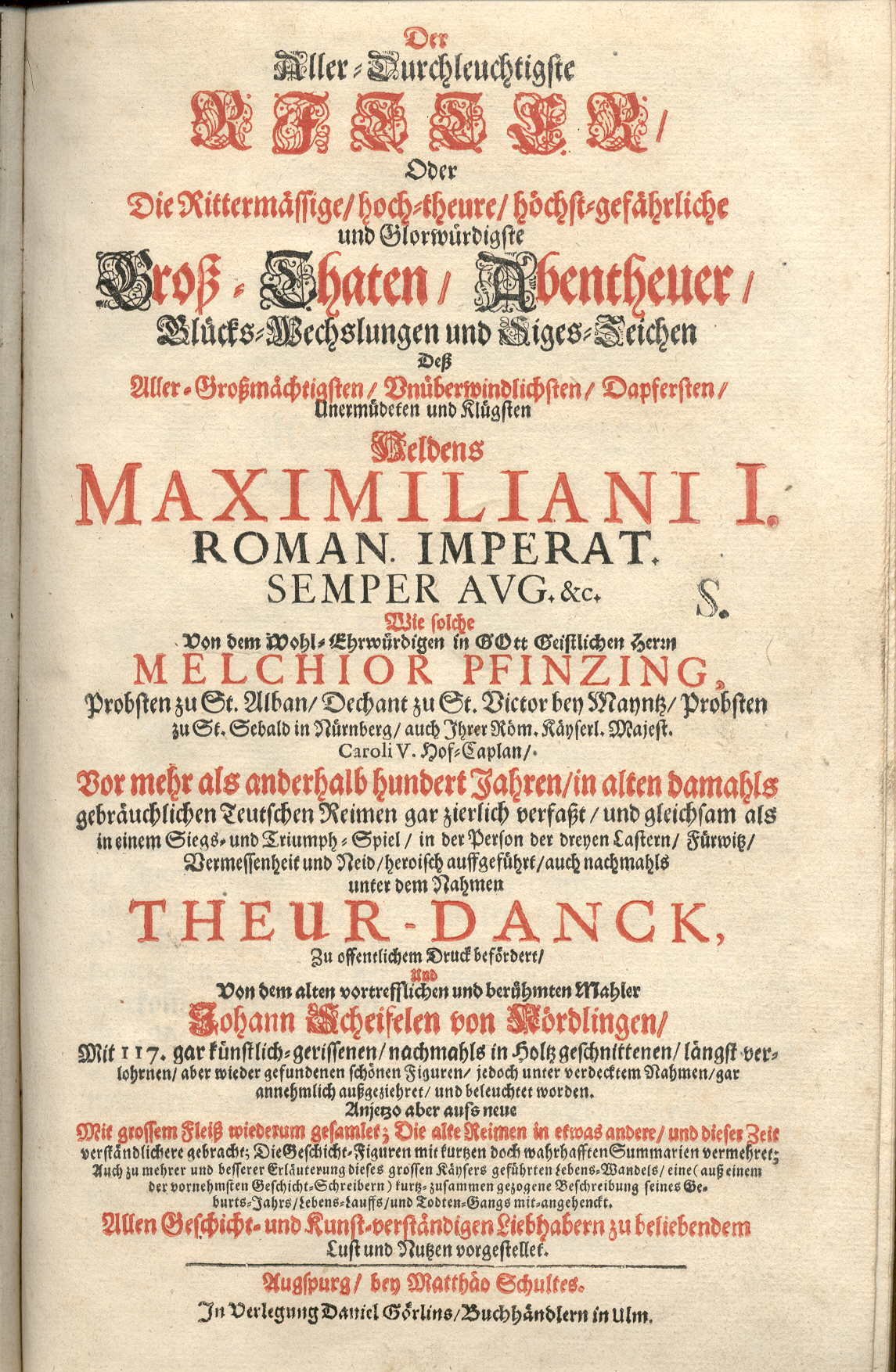
Titel der Theuerdank-Ausgabe von 1679, gedruckt von Matthäus Schultes in Augsburg

Nach der Erstausgabe 1517 erschienen bis 1693 elf weitere Ausgaben des Theuerdank. Diese lassen sich in drei Gruppen einteilen:
1. Die Pfintzing-Gruppe (1517, 1519 und 1537), maßgeblich geprägt durch die Redigierung Pfintzings (10.509 Verse). Die Drucke der Jahre 1519 und 1537 übernehmen den Text der Erstausgabe, weisen jedoch in ihrer Gesamtheit als Druckwerke Unterschiede zu dieser auf.
2. Die Waldis-Gruppe (1553, 1563, 1589 und 1596), geprägt von der sprachlichen Modernisierung des Fabeldichters und Pfarrers Burkard Waldis. Trotz Streichungen wuchs die Verszahl in dieser Gruppe auf 12.240 an.
3. Die Schultes-Gruppe (1679 Augsburg, 1679 Ulm, 16?? Ulm, 1693 Augsburg, 1693 Ulm), geprägt von der Überarbeitung des Ulmer Formschneider und Verleger Matthäus Schultes. Diese Ausgaben betonten vor allem die Holzschnitte. Der Text wurde von Schultes auf Basis der Pfintzing-Version überarbeitet und auf 8.713 Verse gekürzt.

### Die Augsburg-Ulmer Ausgabe von 1679
1679 war Matthäus Schultes, Verleger und Drucker in Augsburg, „vor kurtz verwichener Zeit“ von einem Freund „in einer vornehmen Reichs-Stadt“ auf einen Stapel alter Holzdruckplatten aufmerksam gemacht worden, die dieser ziemlich verdreckt in einem „finstern Kärcker“ vorgefunden habe. Schultes, der eine der bilderlosen Ausgaben des Theuerdank besaß und von dem berühmten Druck von 1517 wusste, erkannte, was er vor sich hatte: die 118 Platten der „nunmehrs über die anderthalb hundert Jahren verlohren gewesnen Holtzschnitte[n]“.
Schultes gab 1679 den Theuerdank ein weiteres Mal heraus, sowohl in Augsburg in seinem eigenen Unternehmen als auch in Ulm, wo er bei Matthäus Wagner drucken ließ. Er folgte der Anlage des Originals und druckte sie in einer dem Geschmack seiner Zeit angepassten Fraktur, die „alte Reimen in etwas andere / und dieser Zeit verständlichere gebracht“, so der editorische Hinweis auf dem Titel. Er setzte die Bilder jeweils einzeln und mit einer Überschrift versehen nebst einer kurzen, auf Maximilian bezogenen Inhaltsangabe der folgenden Episode ab und verwies die dazugehörenden Verse komplett auf die Rückseite des Blattes. Die Druckplatten hatte er gereinigt, von den „eingenistelten Würmern [erlöst]“ und für seine Ausgabe sämtlich erneut verwendet; die Platten waren erstaunlich gut erhalten, hatten lediglich zuweilen ihre Randstege eingebüßt und nur wenige waren zerbrochen gewesen. Dass die Illustrationen nicht nur von Hans Schäufelin stammten, auf dem Titel Johann Scheifelen von Nördlingen genannt, hatte Matthäus Schultes offenbar nicht gewusst.
Er fügte außerdem seinem Druck am Ende eine „Kurtze Geburts- Lebens- und Todtes-Beschreibung des Allerdurchleuchtigsten Ritters Maximiliani I.“ hinzu, die allerdings mit 58 Seiten Folio und zweispaltig gesetzt durchaus umfangreich ist. „K. Max“, der „teure Held“, wird in dieser Biografie zum letzten Ritter.

### Ungedruckte Rezeption
Die Bibliothek der Universität Rostock hält eine Abschrift des Theuerdank, die wahrscheinlich nach der Vorlage der Nürnberger Druckausgabe von 1517 im zweiten Viertel des 16. Jahrhunderts entstanden ist. Der Schreiber ahmte die gedruckte Schrift mit ihren nachträglich eingezeichneten Schnörkeln exakt nach; die Illustrationen wurden genau nach den Holzschnitten kopiert und in der Manier der mittelalterlichen Buchmalerei angelegt und ausgeführt.
Richard Sbrulius verfasste auf Wunsch Maximilians I. unter dem Titel Magnanimus eine Übersetzung in lateinische Hexameter, die Ferdinand I. gewidmet war. Sie blieb jedoch unvollständig und ist nur handschriftlich überliefert.

## Weitere Bearbeitungen und Nachdrucke
Im 18. Jahrhundert, in dem seit dem Spätbarock die Künstler und das Publikum zunehmend das Klassische zu bevorzugen begannen, verlor man eine Zeit lang das Interesse an Geschichten wie dem Theuerdank, der zunächst nur noch bei den Gelehrten Aufmerksamkeit fand; aus dem Jahre 1741 ist eine Untersuchung des Werkes von Johann Koehler, erschienen in Altdorf, überliefert. Das 19. Jahrhundert entdeckte im Zuge der Romantik und einer einsetzenden Erforschung der eigenen nationalen Geschichte die Verserzählung Maximilians wieder.
Eine bühnentechnische Bearbeitung in fünf Akten erfolgte 1832 durch Johann Ludwig Deinhardstein unter dem Titel Erzherzog Maximilians Brautzug. 1836 und 1846 erschienen nach der Vorlage von 1517 edierte Ausgaben des Theuerdank. In Wien wurde 1888 nach dem seinerzeit neuesten Stand der Technik mit dem Einsatz fotografischer Verfahren ein Faksimile erstellt. 1897 komponierte Ludwig Thuille die Oper Theuerdank nach Motiven der Erzählung. Seit den 1960er Jahren sind mehrere faksimilierte und kommentierte Ausgaben erschienen.

## Wertungen
Die Originalausgabe des Theuerdank von 1517 gilt nicht nur für die Bibliotheken und für die Wissenschaft als Rarität, sondern ist insbesondere auch bei den Sammlern sehr begehrt; eine vollständige Ausgabe war im Jahre 2001 im Antiquariatshandel für eine sechsstellige US-Dollarsumme zu haben. Kolorierte Einzelblätter aus aufgebrochenen Ausgaben von 1517 und 1519 kursierten verstärkt vor allem auf den internationalen Online-Marktplätzen.

## Werkausgaben
- Die geverlicheiten und eins teils der geschichten des loblichen streytparen vnd hochberümbten helds und Ritters herr Tewrdanncks. Schönsperger, Nürnberg 1517; 2. Auflage. 1519.
- Die Gefehrlicheite[n] vnd geschichten des löblichen streytbaren vnnd hochberiempten Helds vnd Ritters Theürdancks. Stainer, Augsburg 1537.
- Gedenckwürdige Historia: des Edlen Streytbaren Helden und sieghafften Ritters Theuwrdancks mannliche Thaten, vnd außgestandene Gefährlichkeiten [...]. Franckfort am Mayn 1589.
- Der durchlauchtigste Ritter oder die [...] Groß-Thaten/Abentheuer [...] Deß Aller-Großmächtigsten / Unüberwindlichsten / Dapfersten / Unermüdeten und Klügsten Heldens Maximiliani I. [...] unter dem Namen Theur-Dank [...]. Matthäus Schultes, Augsburg 1679; auch: Ulm (gedruckt von Matthäus Wagner) 1679.
- Theuerdank. Hrsg. und mit einer kritischen Einleitung versehen von Carl Haltaus [auch: Holtaus]. Quedlinburg 1836.
- Der Theuerdank. Nach der Ausgabe von 1519. Stuttgart 1846.
- Theuerdank. Hrsg. von Karl Goedeke. Leipzig 1878.
- The Holbein Society: Die geuerlicheiten und eins teils der geschichten des loblichen streytparen vnd hochberümbten helds und Ritters herr Tewrdanncks. A Reproduction of the Edition Printed at Augsburg in 1519. London 1884. (Faksimile)
- Simon Laschitzer (Hrsg.): Der Theuerdank. Durch photolithographische Hochätzung hergestellte Facsimile-Reproduction nach der 1. Auflage vom Jahre 1517. Wien 1888.
- Der Theuerdank. Neu herausgegeben von Simon Laschitzer. Nachdruck der Ausgabe von 1883–1918. Akademische Druck– u. Verlags–Anstalt, Graz 1966.
- Melchior Pfinzing: Theuerdank, 1517. Reprint (Die bibliophilen Taschenbücher); Harenberg, Dortmund 1979.
- Horst Appuhn: Maximilian I, Der Theuerdank. Nach der Ausgabe von 1517. Mit Holzschnittillustrationen von Leonhard Beck, Hans Schäufelein und anderen. Harenberg, Dortmund (= Die bibliophilen Taschenbücher. Band 121).
- Richardus Sbrulius: Magnanimus: die lateinische Fassung des Theuerdank Kaiser Maximilians I. Eingeleitet und herausgegeben von Claudia und Christoph Schubert. Helfant Edition, Remchingen 2002.
- Die Abenteuer des Ritters Theuerdank. Kolorierter Nachdruck der Gesamtausgabe Nürnberg 1517. Taschen, Köln 2003, ISBN 3-8228-2189-6 (Beigegeben: Stephan Füssel: Kaiser Maximilian und die Medien seiner Zeit. Der Theuerdank von 1517. Eine kulturhistorische Einführung.) Neudruck: Taschen, Köln 2018, ISBN 978-3-8365-7431-0 (Mit acht Essays und Kommentaren zu allen 118 Holzschnitten).